# Nekrolog 1469
Nekrolog
◄◄
| ◄
| 1465
| 1466
| 1467
| 1468
| 1469 | 1470 | 1471 | 1472 | 1473 | ► | ►►
Weitere Ereignisse | Allgemeiner Nekrolog 1469
Die Beschreibung der verstorbenen Person sollte so kurz wie möglich gehalten sein und nur deren signifikante Tätigkeit(en) enthalten.
Neue Namen ggf. auch unter dem Geburts- und Sterbedatum, also etwa unter 1. Januar und im Geburts- und Sterbejahr (2024) eintragen (nur bei entsprechender großer Wichtigkeit). Für Beispiele siehe die schon vorhandenen Artikel.
Außerdem über die fünf zuletzt Verstorbenen, zu denen es einen ausreichend guten Artikel für eine Präsentation auf der Hauptseite gibt, nach der todesbedingten Überarbeitung der Artikel ggf. auch unter Wikipedia Diskussion:Hauptseite informieren und sie am besten auch in den anderen Wikipedia-Sprachversionen eintragen. Tipp: Regelmäßig bei news.google.de nach „ist tot“, „gestorben“ oder „verstorben“ suchen.
Wenn eine Person gestorben ist, gibt es viele Seiten zu dieser Person in der Wikipedia, die davon auch betroffen sind und entsprechend aktualisiert werden müssen. Beispiele: Namenübersichtsseite, Geburtsjahr, Geburtsort-Seiten und viele mehr.
Wie finde ich die betroffenen Seiten?
Im Suchfeld auf der linken Seite gibt man den Suchbegriff so ein: „Vorname Nachname“. Dann klickt man auf Volltext und alle Seiten mit entsprechendem Suchtext werden aufgerufen. Hier sieht man dann schnell, wo auch das Todesjahr Sinn macht oder sogar ein Teil des Artikels angepasst werden muss. Auch hilft das „Werkzeug“ auf der linken Seite sehr gut, um solche Seiten aufzufinden: „Links auf diese Seite“. Somit ist die Wikipedia wieder aktuell in allen Bereichen! Hinweis: bei Eintragung der Kategorie „Gestorben JAHR“ wird der Missbrauchsfilter 49 ausgelöst, was jedoch nicht schlimm ist. Siehe: Spezial:Missbrauchsfilter/49
Dies ist eine Liste von im Jahr 1469 verstorbenen bekannten Persönlichkeiten. Die Einträge erfolgen innerhalb der einzelnen Daten alphabetisch sortiert. Tiere sind im Nekrolog für Tiere zu finden.

## Januar
| Tag        | Name                            | Beruf, bekannt als                    | Alter | Beleg |
| ---------- | ------------------------------- | ------------------------------------- | ----- | ----- |
| 6. Januar  | Henry Bromflete, 1. Baron Vescy | englischer Adliger                    |       |       |
| 28. Januar | Konrad Kuene van der Hallen     | deutscher Dombaumeister und Bildhauer |       |       |

## Februar
| Tag         | Name                               | Beruf, bekannt als                                                             | Alter | Beleg |
| ----------- | ---------------------------------- | ------------------------------------------------------------------------------ | ----- | ----- |
| 21. Februar | Jakob Püterich von Reichertshausen | deutscher Dichter, Büchersammler und herzoglich-bayerischer Rat und Amtsträger |       |       |
| 28. Februar | Niklas III. Muffel                 | Nürnberger Patrizier und Autor                                                 |       |       |

## März
| Tag      | Name                    | Beruf, bekannt als                | Alter | Beleg |
| -------- | ----------------------- | --------------------------------- | ----- | ----- |
| 10. März | Hans Fründ              | Schweizer Chronist und Historiker |       |       |
| 19. März | Rötger von Schade       | Abt des Klosters Grafschaft       |       |       |
| 23. März | Jakob Fugger der Ältere | Augsburger Kaufmann               |       |       |

## April
| Tag       | Name                 | Beruf, bekannt als   | Alter | Beleg |
| --------- | -------------------- | -------------------- | ----- | ----- |
| 12. April | Peter von Schaumberg | Bischof von Augsburg | 81    |       |

## Mai
| Tag     | Name         | Beruf, bekannt als           | Alter | Beleg |
| ------- | ------------ | ---------------------------- | ----- | ----- |
| 11. Mai | Sigmund Wann | Stiftungsgründer und Stifter |       |       |

## Juni
| Tag      | Name       | Beruf, bekannt als              | Alter | Beleg |
| -------- | ---------- | ------------------------------- | ----- | ----- |
| 26. Juli | Henry Dwnn | walisischer Adliger und Militär |       |       |

## August
| Tag        | Name                              | Beruf, bekannt als               | Alter | Beleg |
| ---------- | --------------------------------- | -------------------------------- | ----- | ----- |
| 11. August | Johannes de Indagine              | deutscher Abt Kloster Bursfelde  |       |       |
| 12. August | John Woodville                    | britischer Adliger               |       |       |
| 12. August | Richard Woodville, 1. Earl Rivers | englischer Soldat und Adliger    |       |       |
| 15. August | Johann von Mengede                | Landmeister des Deutschen Ordens |       |       |

## September
| Tag           | Name             | Beruf, bekannt als | Alter | Beleg |
| ------------- | ---------------- | ------------------ | ----- | ----- |
| 29. September | Humphrey Neville | englischer Ritter  |       |       |

## Oktober
| Tag        | Name          | Beruf, bekannt als                      | Alter | Beleg |
| ---------- | ------------- | --------------------------------------- | ----- | ----- |
| 8. Oktober | Filippo Lippi | italienischer Maler der Frührenaissance |       |       |

## November
| Tag          | Name                | Beruf, bekannt als                                   | Alter | Beleg |
| ------------ | ------------------- | ---------------------------------------------------- | ----- | ----- |
| 15. November | Marguerite des Baux | Gräfin von Saint-Pol, von Brienne und von Conversano |       |       |

## Dezember
| Tag          | Name                            | Beruf, bekannt als                                | Alter | Beleg |
| ------------ | ------------------------------- | ------------------------------------------------- | ----- | ----- |
| 2. Dezember  | Piero di Cosimo de’ Medici      | Politiker in Florenz                              |       |       |
| 4. Dezember  | Thiébaut IX. de Neufchâtel      | Marschall von Burgund                             |       |       |
| 6. Dezember  | Juan Carvajal                   | Kardinal, Kanonist und Kirchenpolitiker           |       |       |
| 19. Dezember | Michael Ryssel                  | dritter Abt der späteren Reichsabtei Ochsenhausen |       |       |
| 29. Dezember | Ulrich Sonnenberger             | Bischof von Gurk                                  |       |       |
| 31. Dezember | George Nevill, 1. Baron Latymer | englischer Peer und Politiker                     |       |       |
| 31. Dezember | Yejong                          | 8. König der Joseon-Dynastie in Korea             | 19    |       |

## Datum unbekannt
| Tag | Name                                 | Beruf, bekannt als                                                           | Alter | Beleg |
| --- | ------------------------------------ | ---------------------------------------------------------------------------- | ----- | ----- |
|     | Louis d’Amboise                      | Herr vom Amboise und Vizegraf von Thouars                                    |       |       |
|     | Lope de Barrientos                   | spanischer Geistlicher                                                       |       |       |
|     | Niccolo di Conti                     | venezianischer Kaufmann und Entdeckungsreisender                             |       |       |
|     | Benedetto Cotrugli                   | italienischer Ökonom des 15. Jahrh.                                          |       |       |
|     | Eberhard Finsterlohn                 | Bürgermeister und Junker der Reichsstadt Heilbronn                           |       |       |
|     | Konrad Gesselen                      | Hochschullehrer in Rostock                                                   |       |       |
|     | Andrew Gray, 1. Lord Gray            | schottischer Adliger                                                         |       |       |
|     | William Herbert, 1. Earl of Pembroke | englischer Adeliger, Gründer von Raglan Castle                               |       |       |
|     | Margarethe von Merwitz               | Äbtissin                                                                     |       |       |
|     | Moctezuma I.                         | Herrscher über die aztekische Stadt Tenochtitlán (1440–1469)                 |       |       |
|     | Robert Ogle, 1. Baron Ogle           | englischer Adliger                                                           |       |       |
|     | Hermann Pötzlinger                   | Priester, Klosterschulrektor und Handschriftensammler im Kloster St. Emmeram |       |       |
|     | Thomas ap Roger Vaughan              | walisischer Adliger                                                          |       |       |
|     | Johannes Wennecker der Ältere        | Weihbischof in Münster, Titularbischof von Larissa in Syrien                 |       |       |